# Olasz Renátó
Olasz Renátó (Tiszavasvári, 1992. március 31. –) magyar színész, rendező.

## Élete és pályafutása
Szülővárosában tanult a Kabay János Általános Iskolában. A debreceni Ady Endre Gimnázium drámatagozatán érettségizett 2012-ben, majd 2012–2017 között a Színház- és Filmművészeti Egyetem hallgatója volt, prózai színművész szakon. Egyetemi gyakorlatát a Radnóti Színházban töltötte. 2017-2018 között a Szegedi Nemzeti Színház tagja volt. 2018-tól szabadúszó.
2019-2021 között a Színház- és Filmművészeti Egyetem filmrendező szakos hallgatója volt.

## Színpadi szerepei
- Böhm György–Korcsmáros Péter–Horváth Péter: Valahol Európában....Gyerek
- Wilhelm Grimm–Jacob Grimm: A brémai muzsikusok... Frici görény
- Énekelünk... Francia sanzonok és songok... résztvevő
- Anton Pavlovics Csehov: Sirály...
- Shakespeare: Lear király... Lovag
- Shakespeare: Szentivánéji álom... Reni, a közjátékban Beköszöntő
- Olasz Renátó: Utolsó estém a Földön... Lúgos Krisztián
- Lőkös Ildikó: A Nyilas Mihály-affér... Böszörményi; Szücs Istók
- Vecsei H. Miklós: Iván, a rettenet... P. Howard fekete úr; Feketesereg
- Horváth János Antal–Olasz Renátó: Férfiak, nők és férfiak... közreműködő
- Wajdi Mouawad: Futótűz... Simon Marwan
- Shakespeare: Téli rege... Florizel
- Dürrenmatt: János király... Falconbridge Fülöp
- Németh Ákos: Tél...János
- Papp András–Térey János: Kazamaták... Baló Máté őrnagy, Pilóta
- Molnár Ferenc: Előjáték Lear királyhoz... Portás
- Molnár Ferenc: Marsall...Litvay, színész

## Színházi rendezései
- Olasz Renátó: Utolsó estém a Földön (2016)
- Horváth-Olasz....Kitagadottak (2017)

## Szerzőként
- Olasz Renátó: Utolsó estém a Földön (2016)
- Horváth-Olasz: Férfiak, nők és férfiak (2016)
- Horváth-Olasz....Kitagadottak (2017)

## Filmográfia
- Fürdő (2013)
- Társbérlet (2013) – András "Bandi"
- Marika nem cica (2014)
- Vágtázó elme (2015)
- A kamaszkor vége (2015) – Török Ábel "Kábel"
- Aranyélet (2015–2018) – Miklósi Márk
- A belső oldal (2017) – Dominik "Domi"
- X – A rendszerből törölve (2018) – Richárd "Ricsi"
- Egy másik életben (2019) – Péter
- Jófiúk (2019) – Fenyvesi Ferenc "Fefe"
- Lagzi (2019) – Bálint
- A Király (2022) – fiatal Zámbó Jimmy
- Műanyag égbolt (2023) – Zoltán

## Díjak
- Televíziós Újságírók Díja – Legjobb színész – A Király (2023)